# Chinacridon
Chinacridon is een pigment waarvan een van de varianten de primaire kleur magenta dicht benadert.

## Eigenschappen
Het is een organisch pigment dat synthetisch wordt bereid. Het bestaat in verschillende polymorfe vormen, die elk een verschillende gele, rode, roze of paarse kleur vertonen. Het pigment is uitstekend lichtecht, bestand tegen het weer en tegen temperatuurwisselingen. Het is bestand tegen organische oplosmiddelen en hittebestendig tot 165 °C. Het is glacerend en heeft een groot kleurend vermogen. In kunstenaarsverven heeft het de neiging uit te vlokken of te klonteren maar niet zo erg als ftalocyanine omdat de pigmentdeeltjes kleiner zijn. De prijs is relatief hoog maar dat wordt gecompenseerd door een aanzienlijke kleurkracht. De meeste varianten zijn glacerend of halfdekkend.
Chinacridon is een goede synthetische vervanging van de natuurlijke organische pigmenten alizarine (ook bekend als kraplak) en karmijn.

## Varianten
Op basis van het skelet van chinacridon is een hele reeks kleurstoffen ontwikkeld. De stof is polymorf en de commercieel belangrijkste vormen zijn de β en de γ-vorm die respectievelijk violet en rood zijn maar beiden in de Colour Index worden aangeduid als het PV 19. 

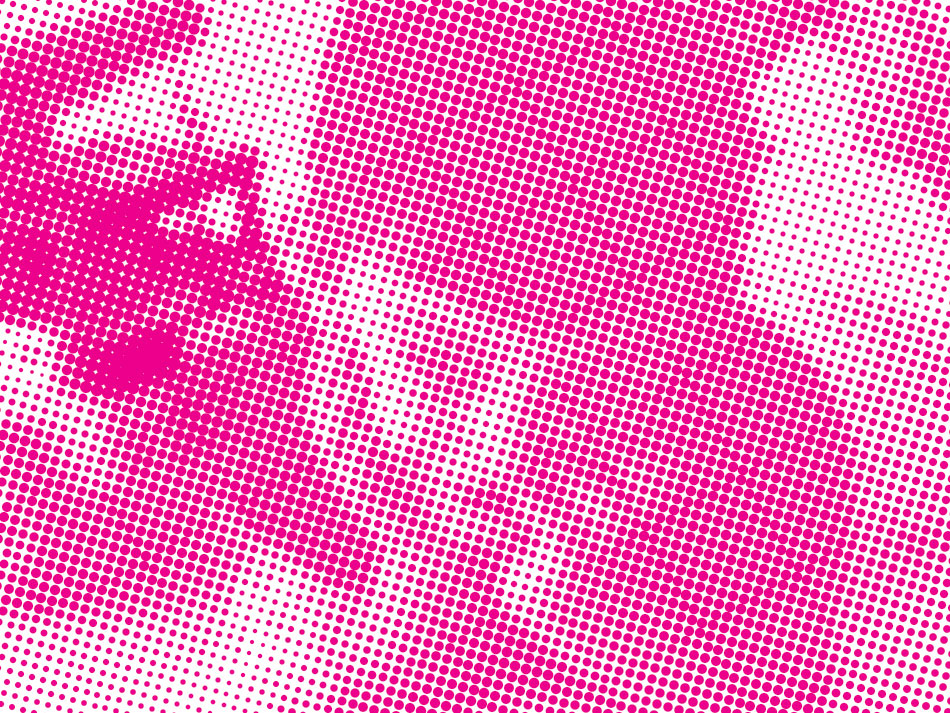
PR122 gebruikt als primair magenta in driekleurendruk

Hiervan moet onderscheiden worden de lineaire transchinacridon PR 122 die in het Engels wel Quinacridone Magenta genoemd wordt, een 2,9-dimethylchinacridon waarvan ook weer verschillende vormen bestaan. PR 122 op zich is uitstekend lichtecht. In 2005 introduceerde Winsor & Newton voor gebruik door kunstschilders een opera rose waarbij de reflectie van PR 122 door toevoeging van een kunsthars was vergroot; dit benadert onder de lichtechte pigmenten het sterkst de primaire kleur magenta. In totaal zijn er zo'n 170 varianten waarvan sommige bestaan uit onderlinge mengsels of mengsels met hun oxiden, die opgelost worden in zuren en verhit. Daardoor verandert hun kristalstructuur met vaak een gewenste helderder tint tot gevolg. PR192 is een roodviolet, een niet-symmetrische monomethylchinacridon. PR202 is een blauwviolet, een 2,9-dichlorochinacridon in drie polymorfen. PR207 is een scharlaken tint waarvan 4,11-dichlorochinacridon een component is. PR209 is een oranje kleur die afhankelijk van de fabrikant weer uit verschillende mengsels kan bestaan. Dat geldt ook voor het goudgele PO42 en het roodbruine PO49, PV42 en PR206. Dergelijke varianten worden soms snel uit de handel genomen als modekleuren veranderen.

## Geschiedenis

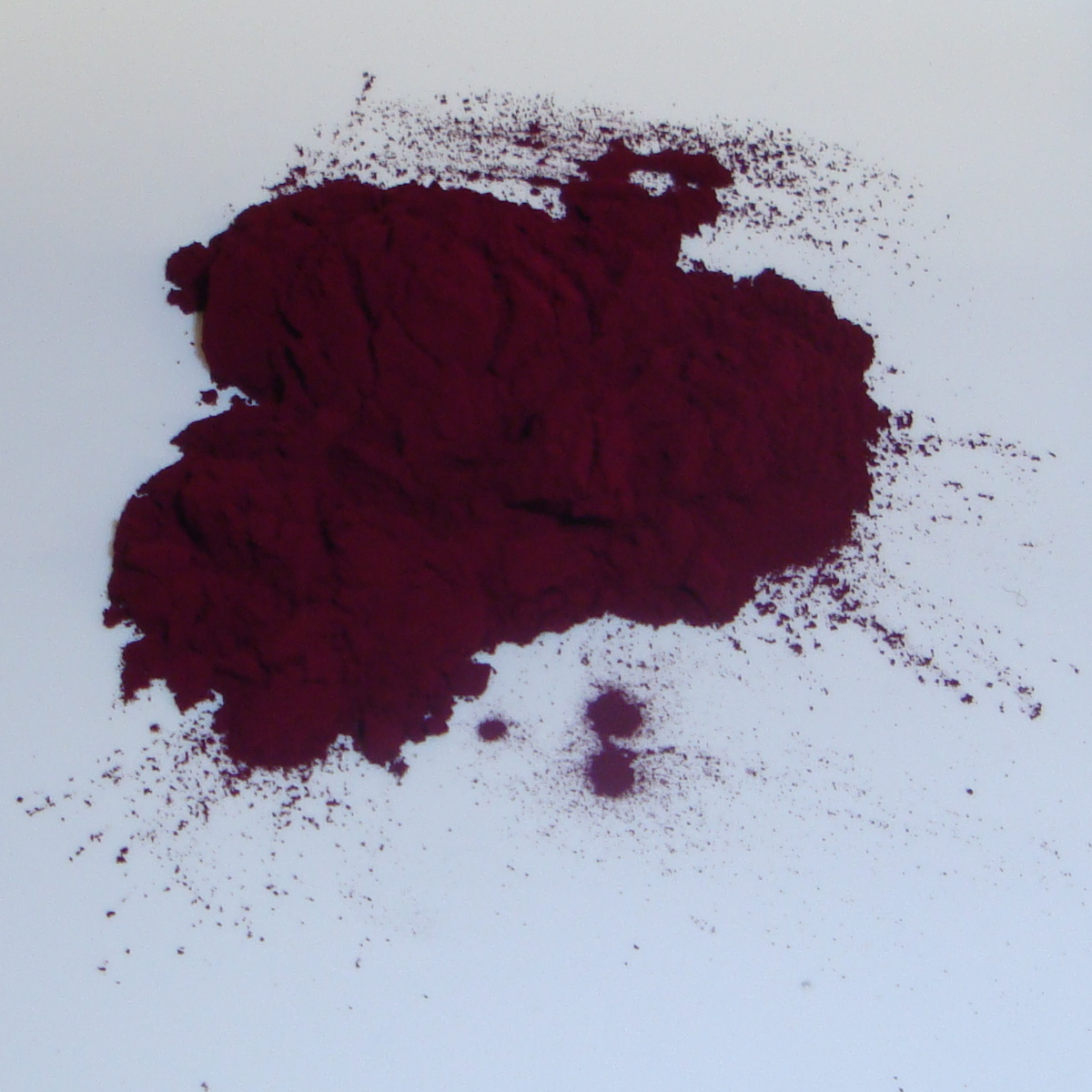
PV19 Violet

Chinacridonen werden voor het eerst op het eind van de negentiende eeuw gesynthetiseerd. In 1896 bedacht S. Niementowski de naam quinacridone. De structuur werd toen nog niet goed begrepen. In 1935 meldde Hans Liebermann het eerste lineaire transchinacridon maar begreep nog niet het belang als pigment. Pas in 1955 patenteerde William S. Struve van DuPont het gebruik als een pigment. In 1958 begon de productie van wat in de Verenigde Staten Monastral Red B and Y en Monastral Violet R genoemd werd. Dat was een verwijzing naar ftalocyanine dat al als Monastral Blue op de markt gebracht werd en waarvan de kleurkracht en lichtechtheid benaderd werd. Buiten de VS werd de stof eerst onder de naam Cinquasia verhandeld. Bij kunstschildersverven, voor het eerst in 1964 in de handel genomen door Bocour, werden de Engelse namen Rose Red, Violet, Cobalt Violet, Quinacridone Crimson, Quinacridone Gold, Quinacridone Red, Quinacridone Violet, Thalo Crimson, Rose Violet, Permanent Magenta, Permanent Red, Permanent Alizarin Crimson, Deep Magenta en Mauve Red gebruikt.
Chinacridonen vonden al snel een ruime industriële toepassing in verf, coatings, drukinkt, cosmetica, autolakken en plastics, vooral bij producten die niet mochten verkleuren. Ze verdrongen voor een deel de goedkopere maar niet lichtechte rhodaminen (PV 1) en anthraquinonen (PV 7). Begin eenentwintigste eeuw lag de jaarlijkse productie op ongeveer 3400 ton. Kunstschilders bleven nog lang de traditionele alizarinepigmenten gebruiken maar ook daar gaat men steeds vaker over op chinacridonen die superieur zijn in kleurtoon en lichtechtheid. Een obstakel daarvoor vormt de hogere prijs ten opzichte van alizarine. De chinacridonen waren eerst even duur als cadmiumrood maar rond 1980 zakten de prijzen wat. De belangrijkste producenten zijn in 2023 Ciba, Clariant, Sun en Bayer.